# Heraclides (fill d'Antíoc)
Heraclides (llatí: Heracleides, en grec antic: Ἡρακλείδης), fill d'Antíoc, fou un militar macedoni. Era oficial de cavalleria dels Alexandre al servei d'Alexandre el Gran. Va participar en la primera campanya del rei contra els tribal·ls i més tard a la decisiva batalla de Gaugamela, segons Flavi Arrià.